# レベ
レベ（Rebbe, アシュケナジム式ヘブライ語（イディッシュ語）: רבי; または rebbi）とは、町のラビでもあるが、世界的にも大きな指導力を持つハシディズムの世襲的ラビのこと。ツァッディークとほぼ同義。

## 主なレベ

### ベルツ派のレベ
ベルツ派 Belz を参照

### ボボフ派のレベ
ボボフ派 Bobov を参照

### ブレスロフ派のレベ
ブレスロフ派 Breslov を参照

### ゲル派のレベ
ゲル派 Ger を参照

### ハバド・ルバヴィッチ派のレベ
ハバド・ルバヴィッチ派 Chabad Lubavitch を参照

### カルリン派のレベ
カルリン派 Karlin-Stolin を参照

### サトマール派 （Sighet-Uhel） のレベ
サトマール派 Satmar を参照

### スクヴェル派のレベ
スクヴェル派 Skverr を参照

### トルドス・アハロン＝レブ・アレレのレベ
トルドス・アハロン Reb Arele を参照

### ヴィジュニッツ派のレベ
ヴィジュニッツ派 Vizhnitz を参照